# مونا برنز
مونا برنز (انگلیسی: Mona Bruns؛ ‏ ۲۶ نوامبر ۱۸۹۹ – ۱۳ ژوئن ۲۰۰۰) بازیگر اهل ایالات متحده آمریکا بود.
از فیلم‌ها یا برنامه‌های تلویزیونی که وی در آن نقش داشته‌است، می‌توان به
دکتر کیلدر، خانه کوچک، بونانزا و دنیایی دیگر اشاره کرد.